# Chorherrenstift St. Johann

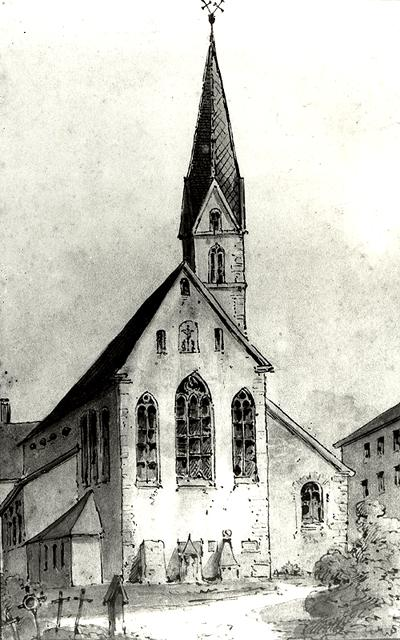
Chorherrenstift St. Johann. 1832, Federzeichnung

Das Chorherrenstift St. Johann war ein weltliches Kollegiatstift in der deutschen Stadt Konstanz. Es wurde 1266/1267 gegründet und 1807 aufgehoben. Danach wurde es zu verschiedenen weltlichen Verwendungen genutzt. Es liegt in der Niederburg (Konstanz) in der Brückengasse 1.

## Gründung
Bischof Konrad (934–975) hatte in der Niederburg die Kirche St. Johann gegründet. 1266/1267 wurden das Chorherrenstift mit dem Doppelpatronat Johannes der Täufer und Johannes Evangelist errichtet und dem alten Kirchenschiff ein gotischer Langchor angeschlossen. Das Stiftsgut wurde zum größten Teil zu Beginn des 14. Jahrhunderts erworben und lag in und um Konstanz, auf dem Bodanrück sowie im Thurgau, Hegau und Linzgau. Den einzigen geschlossenen Herrschaftsbereich bildete das Dorf Lipperswil im Thurgau. Fast alle Stiftskurien befanden sich unmittelbar neben der Kirche.
Am Stift St. Johann waren zahlreiche kirchenrechtlich gebildete Kleriker bepfründet. Das Domkapitel Konstanz betrachtete St. Johann als eines seiner vier Nebenstifte, was häufig zu Streit um die Besetzung der Propstei führte. Das Recht zur Einsetzung des Plebans lag meist unangefochten beim Dompropst. Nach der Mitte des 14. Jahrhunderts gab es erste Anzeichen für einen Niedergang des Stifts und die Zahl der Chorherren nahm beständig ab. Zu Beginn des 15. Jahrhunderts entstand eine dreischiffige Pfeilerbasilika, die 1434 mit der Errichtung des Turms vollendet wurde.

## Reformation und Rekatholisierung
Die Reformation in der Stadt Konstanz ging vom Pfarrer der Kirche St. Johann, Jakob Windner, aus. Am Palmsonntag 1525 wurde in St. Johann zum ersten Mal der Abendmahlsgottesdienst gefeiert; das Kircheninnere wurde 1530 im Bildersturm zerstört. Ab 1550 musste die inzwischen habsburgisch gewordene Stadt die Wiederaufnahme des Gottesdienstes und die Rückkehr der Chorherren zulassen. Allerdings wurde nur ein Teil der Stiftsgüter tatsächlich restituiert und das Kollegiatstift blieb äußerst finanzschwach. Nach dem Dreißigjährigen Krieg erlebte St. Johann einen großen Aufschwung.

## Säkularisation
Im Zuge der Säkularisation begannen im Jahr 1803 Verhandlungen mit der Badischen Regierung über die Aufhebung des Stifts, die 1807 ihren Abschluss fanden. Die Pfarrei wurde 1813 aufgehoben, das Kircheninventar kam im selben Jahr an das Münster. Am 13. August 1816 wurde die Kirche profaniert, der 1433 errichtete Turm wurde 1830 abgebrochen. Der 1735 entstandene Hochaltar und zwei Seitenaltäre befinden sich heute in Murg am Hochrhein. Die Bildhauerarbeiten von Hans Morinck gingen an das Kloster Hegne.

## Nachnutzung

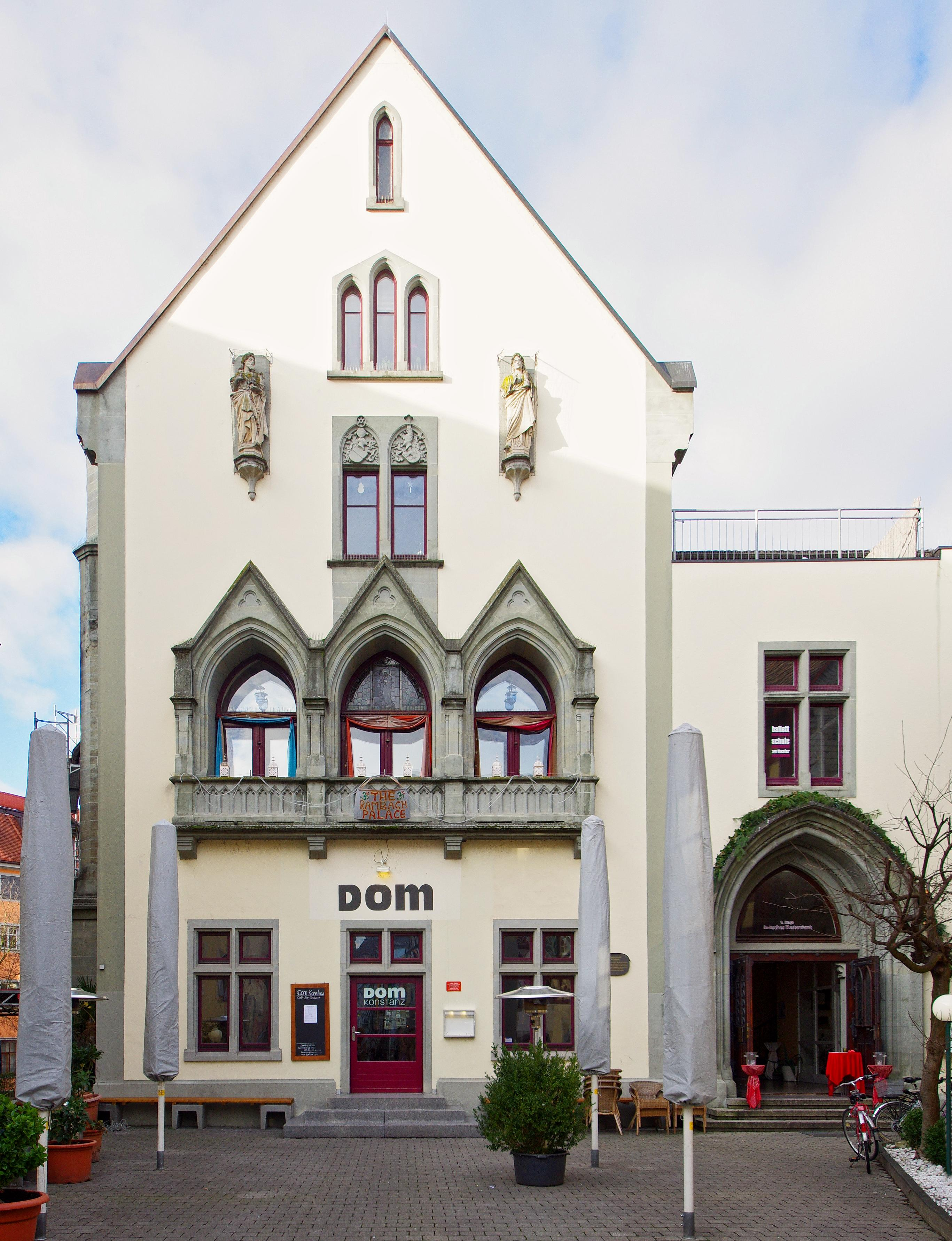
Das frühere Chorherrenstift St. Johann, 2012

Das Gebäude wurde 1818 an den Bierbrauer Barxel verkauft und wurde 1830 zur Brauerei Steinbock. 1889 kaufte die St. Johann Aktiengesellschaft das Gebäude. Danach diente es als Gaststätte, ab 1919 als Hotel und Gaststube, ab 1960 befand sich dort das Löwenbräustüble. Ende der 1980er-Jahre wurde es verkauft. 2022 waren darin untergebracht: ein Coworking-Raum (im ehemaligen Langhaus), zwei Restaurants (im ehemaligen Chor, Erdgeschoss und Obergeschoss), eine Ballettschule und andere. In den Dachgeschossen befinden sich kleine Wohnungen.